# Аманкутансай
Аманкутанса́й, Аманкута́н или Аманкута́нка (узб. Omonqo‘tonsoy/Омонқўтонсой) — горная река (сай) в Ургутском районе Самаркандской области Узбекистана, правая составляющая реки Каратепасай (бассейн Зеравшана).

## Общее описание
Длина реки составляет 13 км. Русло Аманкутансая в среднем имеет ширину 3—4 м, достигая 6—8 м в самом широком месте и сужаясь до 1—2 м в наиболее узком. Глубина близ северо-восточной оконечности кишлака Аманкутан равна 40 см.
Река питается как выпадающими осадками (снегами и дождями), так и подземными, родниковыми водами, доля которых является значительной. Площадь бассейна, считая от точки за впадением Кафлятунсая, равна 57,8 км² (площадь водосбора выше Кафлятунсая составляет 24,3 км², эта цифра может указываться в источниках как площадь всего бассейна). Средняя высота водосбора — 1601 м. Расход воды, измеренный в 30 м за впадением Кафлятунсая, составляет 0,951 м³/с; в 1 км выше устья Кафлятунсая — 0,575 м³/с. Весной в русле наблюдаются селевые явления. Максимальный отмеченный расход воды был равен 127 м³/с. Для точки за впадением Кафлятунсая объём стока за год — 30 млн м³, средний модуль стока — 16,5 л/с⋅км², слой стока — 518 см/год, коэффициент изменчивости стока — 0,210 (за время наблюдений в 1951—1959 и 1969—2002 годах).
Аманкутансай имеет твёрдый грунт дна, которое покрыто галькой и валунами.

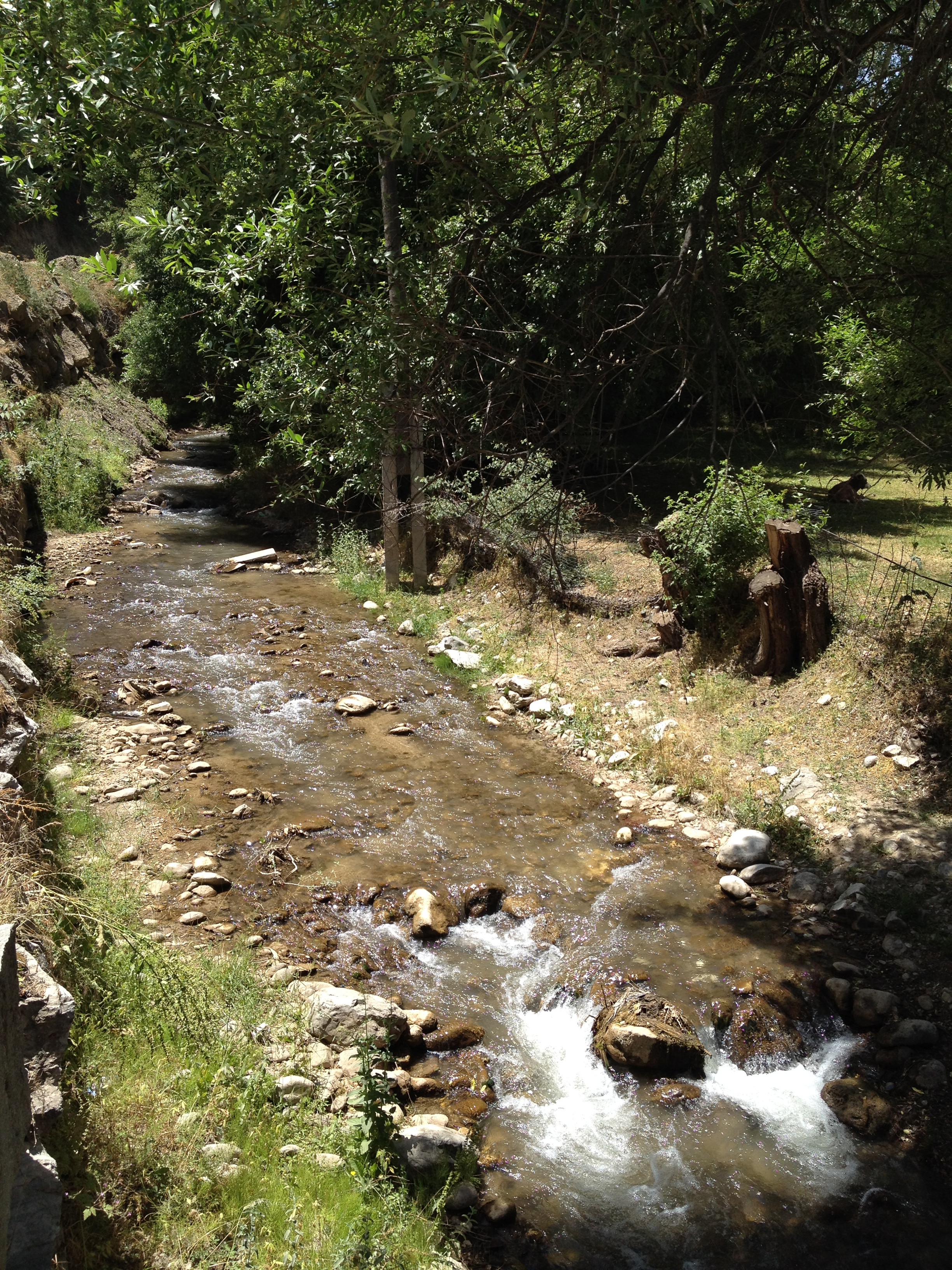
Аманкутансай в среднем течении,
кишлак Аманкутан

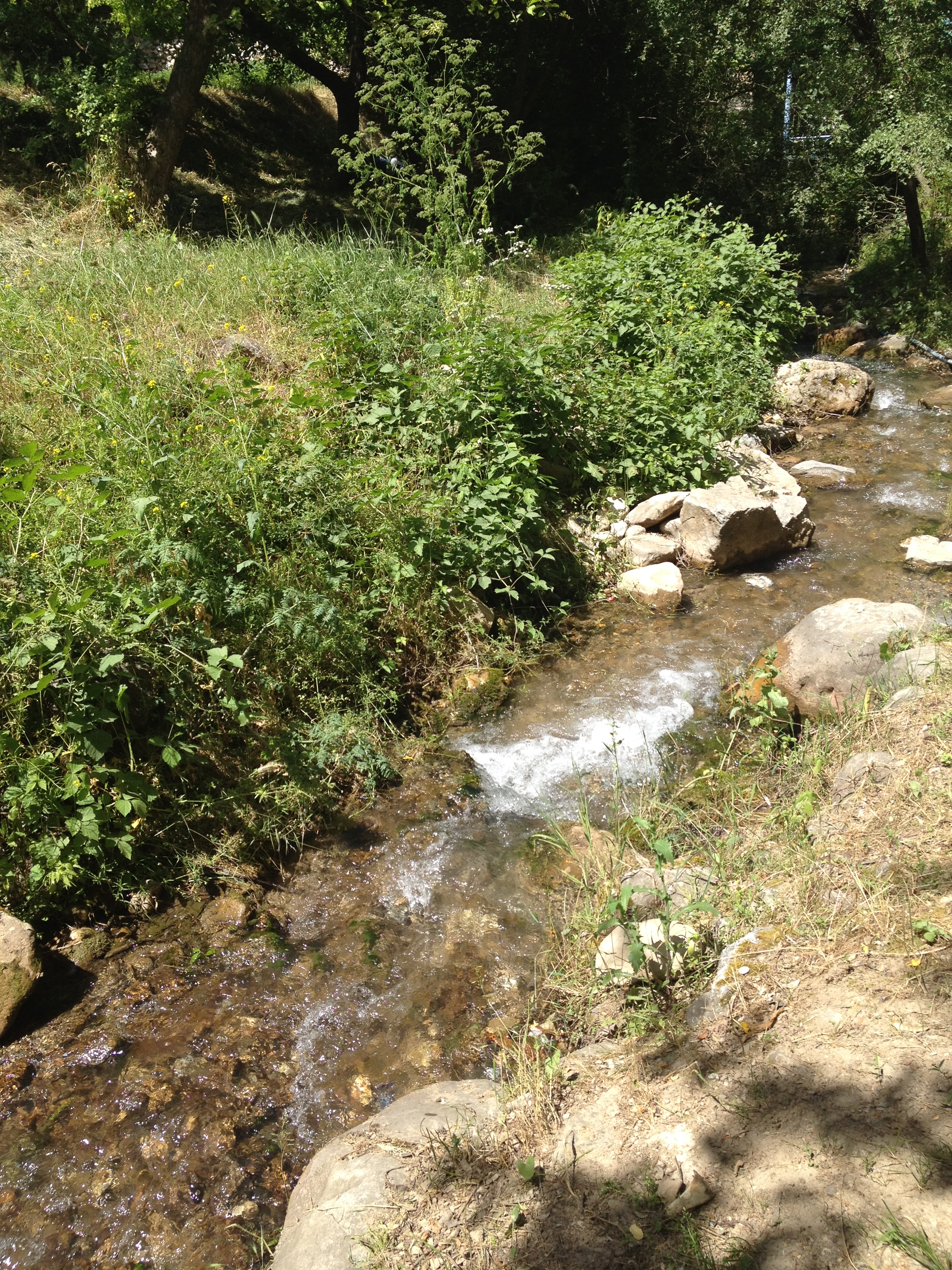
Булбулзарсай, правый приток Аманкутансая

## Течение реки
Аманкутансай относится к числу водотоков, стекающих к реке Зеравшан с западной части Зеравшанского хребта, его северного склона. Он является одним из крупнейших саев данного региона вместе с Агалыком (Акдарьёй), Ургутсаем и Миранкульсаем. Течение реки пролегает по территории Ургутского района Самаркандской области.
Истоки Аманкутансая расположены в районе перевала Тахтакарача, который разделяет горные цепи Чакаликалан и Каратепа (участки Зеравшанского хребта). Небольшие водотоки, которые слагают Аманкутансай, стекают с оконечностей обоих сходящихся хребтов. Разные источники считают истоком Аманкутансая несколько различные точки: восточнее перевала, на Чакаликалане, указывая высоту 1200 м, и западнее этого перевала, в Каратепинских горах, указывая высоту свыше 1600 м.
От истока Аманкутансай течёт в общем северо-восточном направлении, сохраняя его до кишлака Кызылтурук. Имеет крутые берега и проходит в тесной (в верхней части — ущельеобразной) долине, склоны которой образованы известняками, песчаниками и сланцами. Долина Аманкутансая отделяет горы Чакаликалан (на юге) от Каратепинского хребта (на севере), проходя южнее его вершины Марганцовка. По правому берегу реки практически вдоль всего русла пролегает участок автотрассы М-39 (Большой Узбекский тракт).
Несколько ниже истоков по берегам сая тянутся постройки кишлака Аманкутан, далее расположен населённый пункт Кызылтурук. В районе Аманкутана и Кызылтурука на правобережье реки имеется лесной массив. Близ Кызылтурука река поворачивает и ориентируется к северу.
Перед окончанием сая на его берегах стоят селения Уртакишлак, Кизилбаш, Каратепа (Каратепе). Близ Каратепе Аманкутансай сливается с Кузичисаем, образуя реку Каратепасай. В низовьях меандрирует, образует три надпойменных террасы (граница между второй и третьей террасами прослеживается нечётко).

## Притоки Аманкутансая
Аманкутансай принимает воды целого ряда саев, таких как Галабулак, Майдансай, Жийдасай, Кайрагачсай, Булбулзарсай, Йулсай, Кансай. В летние месяцы эти водотоки обычно пересыхают. На территории кишлака Аманкутан в реку впадает приток Кафлятунсай, бассейн которого превышает вышележащий бассейн самого Аманкутансая.

## Долина Аманкутансая

### Флора и фауна

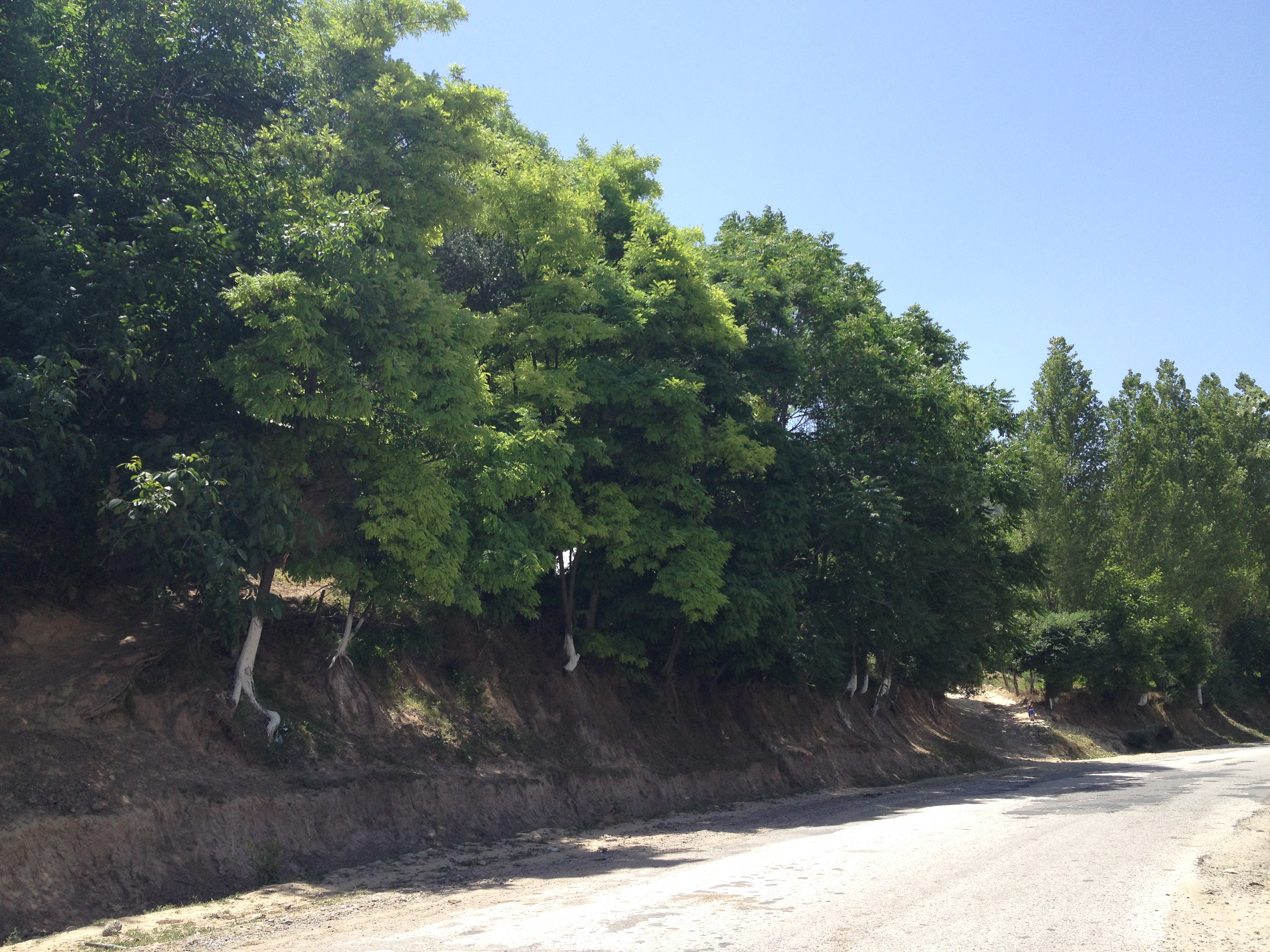
Лесопосадка (грецкий орех, робиния псевдоакация, айлант) в долине Аманкутансая

В долине Аманкутансая произрастают разнообразные древесные породы: можжевельник (арча), кедр, сосна, платан восточный, карагач, айлант, акация, дуб, а также фруктово-ягодные и орехоплодовые деревья и кустарники: яблоня, абрикос (урюк), шелковица, грецкий орех, миндаль, боярышник. Древесные массивы в Аманкутане имеют искусственное происхождение: они представляют первый в Узбекистане опыт создания лесов на горных склонах методом террасирования. Лесопосадки сформировали густые заросли, сходные с естественными, которые влияют на микроклимат местности, удерживая влажность, и противостоят эрозии склонов (возникновению оврагов, смыву почвы). Кроме того, они придают местности живописный вид.
Встречаются такие птицы, как соловей, кеклик, перепел и другие виды. По притоку Булбулзарсаю отмечено большое количество соловьёв, кекликов и диких голубей.

### Археологические памятники
В долине Аманкутансая (на берегу правого притока Булбулзарсай) расположен важный археологический памятник — стоянка первобытных людей (мустьерской эпохи) Аманкутан в одноимённой пещере. По Булбулзарсаю имеется и ещё одна стоянка древнего человека — Такалисай (позднемустьерской эпохи).

### Хозяйственное значение
В правобережье Аманкутансая, на боковых склонах Чакаликалана, создано Аманкутанское лесное хозяйство.
В долине Аманкутансая построены дома отдыха, туристические базы, детские лагеря. В советские годы расположенный здесь пионерский лагерь принимал на летние каникулы более 6000 детей.